# Alessandro Besozzi
Alessandro Besozzi (* 22. Juli 1702 in Parma; † 26. Juli 1793 in Turin) war ein italienischer Komponist und Oboist der Vorklassik.

## Leben
Alessandro Besozzi entstammte der Musikerfamilie Besozzi. Unterricht erhielt er durch seinen Vater Cristoforo Besozzi (1661–1725). Ab 1714 war er mit einer Besoldung von 44 Lire Mitglied in der Kapelle der „Guardia Irlandese“, wie auch sein Vater und seine Brüder. 1728 wurde er mit 100 Lire als „virtuoso“ am Hof von Parma in den Rechnungsbüchern geführt, zusätzlich erhielt er den täglichen Bedarf an Brot, Wein und Brennholz.
Zusammen mit Paolo Girolamo verließ er nach dem Tod des kunstsinnigen Herzogs Antonio Farnese im März 1731 Parma. Danach wurde er Oboist (Primo virtuoso di camera) am Hof von Savoyen in Turin, auch sein Bruder Paolo Girolamo Besozzi fand dort eine Anstellung als Fagottist. Lediglich zu zwei Konzertreisen verließen die beiden Brüder Turin, eine davon führte sie nach Paris, wo sie gemeinsam am 30. März und 29. Mai 1735 beim Concert spirituel auftraten.
In Turin erhielt Besozzi ein Anfangsgehalt von 1200 Lire im Jahr sowie einem Zuschlag für die Wohnung von weiteren 200 Lire. 1771 wird das Gehalt auf 1450, 1775 gar auf 2100 Lire erhöht, eine Summe, die die Hochschätzung des Herzogs und Königs von Sardinien Karl Emanuel III. deutlich zeigt, ebenso die am 18. Dezember 1775 erfolgte Ernennung zum „Direttore generale della musica instrumentale e suonatore di Hautbois“. Der deutsche Oboist Johann Christian Fischer reiste nach Turin um Besozzis kantabiles Spiel zu studieren. In der Turiner Kapelle wirkten zur gleichen Zeit der Corelli-Schüler Giovanni Battista Somis und dessen Schüler Gaetano Pugnani als Geiger. Im hohen Alter von 91 Jahren starb Besozzi 1793 in Turin.
Über Alessandro und Paolo Girolamos Spiel berichtete Charles Burney, der beide in Turin kennenlernte, ausführlich in seinem Tagebuch einer Musikalischen Reise von 1770: „....Ihre gedruckten Kompositionen geben nur einen unvollkommenen Begriff davon. So viel Ausdruck! so viel Zärtlichkeit! so eine vollkommene Vereinigung und Übereinstimmung unter einander, daß viele Stellen herzinnige, durch ein und dasselbe Rohr ausgehauchte Seufzer zu seyn scheinen. Sie suchen keine glänzende Ausführung, alle Noten sind voll Nachdruck. Die Nachahmungen sind genau; die Melodie unter beyde Instrumente sind gleich verteilt, jedes forte, piano, crescendo, und jede appoggiatura wird mit der sorgfältigsten Genauigkeit beobachtet, welches alles nur durch einem so langen Aufenthalt bey einander und durch vereintes Studieren konnte erhalten werden....“

## Werke (Auswahl)
Die meisten Werke Besozzis wurden in Paris gedruckt, einige in London. Lediglich ein Opus wurde in Italien gedruckt.
- Six Sonates en trio pour flûte, alto & B. c. (London, 1747)
- 12 Sonates pour deux hautbois (zusammen mit seinem Bruder Gerolamo komponiert)
- Six pièces pour flûte, hautbois et alto, op. 2 (Paris, 1740)
- XII Sonates a Deux Violons et Violoncelle par Mrs. Besozzi (Gebrüder)  ... op. 2 (le Clerc & Boivin, Paris, 1747)
- Six Solos for a German Flute or Violin with a Thorough Bass for the Harpsicord or Violoncello ... Opera Seconda (I. Walsh, London, ca. 1750)
- Six pièces pour flûte, hautbois ou alto & BC, op. 3 (London, 1750)
- Six Solos For the German Flute, Hautboy, or Violin, With a Thorough Bass for the Harpsichord, ... (Chapman, London, ca. 1759)
- Six Sonates a Violon seule et Basse qui peuvent se joüer sur la Flûte ... (Chevardiére, Paris) [Sonaten 5 und 6 von J. J. Quantz]
- Six Sonatas for Two Violins and a Thorough Bass for the Harpsicord ... Opera 4ta (I. Walsh, London, 1760)
- Six Sonatas for two Violins or two German Flutes with a Thorough Bass ...  Opera V. (J. Cox, London, 1764)
- Six Suonate mises au jour per Canavasse
- Six sonates pour alto solo & B. c.
- 12 Trio pour 2 flûtes traversières & clavecin
- Sonata a 2 pour hautbois et basse
- Trii delli Sig.ri Fratelli Besuzzi di Torino pour 2 flûtes avec basse
- Sonata a tre pour flûte traversière, alto & basse
- 8 Sonatas pour 2 altos & violoncelle
- Trio pour 2 altos & basse
- Six Trios pour 2 altos & violoncelle
- Sonata da camera pour 2 altos & basse
- Six Sonatas pour 2 altos & basse
- Canzonette pour soprano avec basse
- Sonata a tre pour 2 altos & basse
- Trio pour 2 flûtes traversières ou altos & basse
- Deux Sonata da camera
- Six Trios pour 2 altos ou hautbois & basse